# 阿尔内·塞耶斯泰德
阿尔内·塞耶斯泰德（挪威語：Arne Sejersted，1877年7月18日—1960年12月17日），生于特隆赫姆，挪威男子帆船运动员。他曾代表挪威参加1920年夏季奥林匹克运动会帆船比赛，获得一枚金牌。